# Krankmårtenhögen
Krankmårtenhögen är ett gravfält som är beläget vid Storsjöns strand i Storsjö socken i Bergs kommun och i Härjedalen. Gravfältet omfattar ett 30-tal stensättningar, de flesta trekantiga, med brända och krossade ben av människor, både kvinnor och män. Ovanpå gravarna låg stora mängder horn och kraniedelar av älg och ren. Anläggningen är daterad till järnåldern (200 f.Kr.–200 e.Kr.), men ligger i sin tur på en stenåldersboplats. Gravarna liknar samtida gravar i jordbruksbygderna i Mellansverige och Norge, varför en del forskare menar att de anlagts av en germansk befolkning. Offren av älg- och renhorn samt det strandnära läget är däremot mer typiska för en fångstkultur, varför andra forskare menar att gravarna anlagts av en samisk befolkning. Det finns också forskare som anser att man inte kan uttala sig om etniciteten hos de människor som anlade gravarna.

## Etymologi

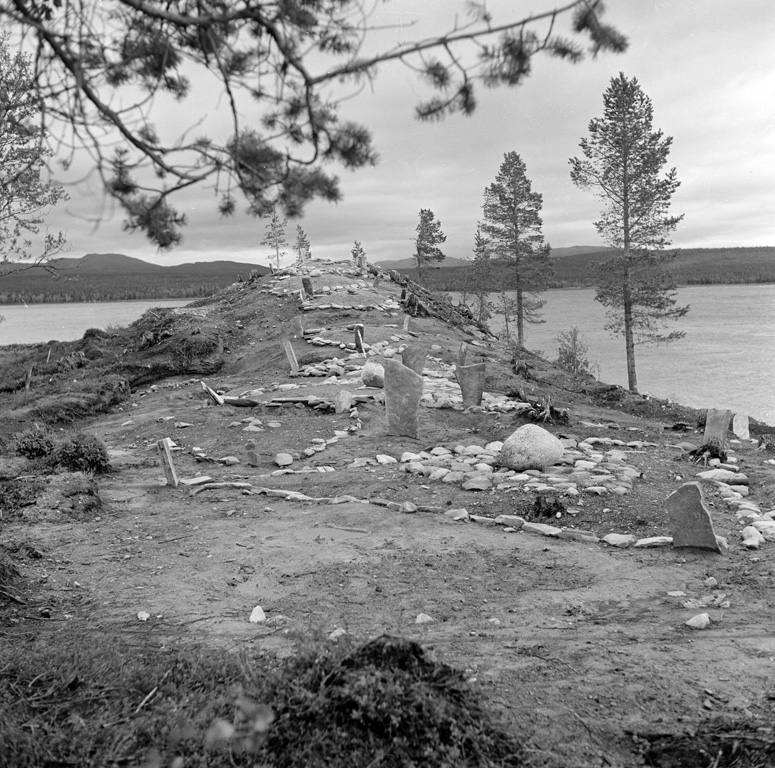
Krankmårtenhögen efter avtorvning, utgrävning och restaurering 1964.

Krankmårten anses syfta på samen Mårten Jonsson (Krank) som på 1600-talet hade skattefjällen "Sarf og Suule fjäll". I den lokala traditionen har denne man förknippats med gravfältet trots att han levde mer än 1 000 år senare. I en förteckning över "Kronones skattlappar i Undersåkers fjäll" den 10 mars 1674 omnämns han som Krank Mårten Jonsson.

## Upptäckt och utgrävning
I bygden har det funnits en tradition om att "Krankmårten" skulle ligga begravd i en gruskulle vid Storsjön. När kulturhistoriska inventeringar 1958–1959 genomfördes inför vattenkraftsutbyggnad i Ljungan fick fältarbetarna kännedom om traditionen och hittade en stensättning på kullen. När det 1963 blev aktuellt att ta upp grustäkt genomfördes en mer omfattande undersökning som visade att hela kullen var täckt med stensättningar. Området grävdes därför ut 1963–1964.

## Gravarna
Gravfältet ligger på en naturlig höjdsträckning som ligger parallellt med Storsjöns strand. Det är 80 meter långt och omfattar 30 gravar, varav 24 säkert eller troligen var tresidiga stensättningar. Vidare fanns en oval, två runda och två oregelbundna stensättningar samt en bautasten. Benrester saknades i de runda och oregelbundna stensättningarna, och det är osäkert om de verkligen är gravar. De flesta tresidiga stensättningar har en sidlängd på tre–fyra meter, men några är större. Flertalet gravar avgränsas med en rak kantkedja och har i mitten en stor sten vilande på en flat häll under vilken fanns en ansamling av brända och krossade ben. I några av ansamlingarna fanns harts som troligen använts för att täta askar som benen förvarades i. Vid 16 av stensättningarna finns flata hörnstenar som har stått resta. Detta utseende rekonstruerades efter utgrävningarna. Gravfältet hade stora likheter med det som några år tidigare upptäckts på Smalnäset, också det i Härjedalen.
Gravfältet ligger på en stenåldersboplats med 27 registrerade härdar och skärvstensansamlingar.

### Benrester i gravarna
25 bensamlingar påträffades vid utgrävningarna, de flesta under gravkonstruktionens mittstenar. Några av dem innehöll endast djurben. De mänskliga benen kom från 19 individer varav fyra män och två kvinnor kunnat könsbestämmas. Två av de 19 var ungdomar, mellan sju och 20 år gamla, mellan alla de övriga var vuxna. I en av gravarna fanns rester av två personer, en vuxen man och en vuxen kvinna. Djurbenen kom nästan uteslutande från älg, men det fanns även fragment av björn, kronhjort och storlom.

### Ben och horn på gravarna
Ovanpå gravarna, omedelbart under torven, låg kraniefragment och horn av älg och ren, "i drivor" som utgrävarna beskrev det. Till skillnad från benen i gravarna var dessa inte brända. Som mest fanns rester av minst tolv älgar och fyra renar på en enda grav. Inom hela området hittades lämningar efter minst 34 älgar, samtliga tjurar, tolv renar, troligen tjurar även de, en eller två björnar samt ett får eller en get. Hornbaserna har distinkta huggspår efter en yxa med något rundad egg, troligen en holkyxa av järn. Fynden har tolkats som offergåvor.

### Föremål
Gravfältet på Krankmårtenhögen är mycket fattigt på föremål. I två gravar fanns järnfragment som var så små att de inte kunnat identifieras. I en av bensamlingarna hittades en fragmentarisk bronspärla med spår av textilier. I strandvallen i närheten av gravfältet finns också ett depåfynd med en holkyxa, knivar och pilspetsar av järn samt en glaspärla. Föremålen i depåfyndet kan troligen dateras till 600-talet eller senast omkring år 700 e.Kr., men de anses inte ha något direkt samband med gravfältet.

### Datering
Inget av föremålen på själva gravfältet har kunnat dateras. Däremot har dateringar med kol-14-metoden gjorts av totalt 17 prover av kol, harts, horn och ben (från både människor och djur) från gravfältet. Fynden har en spridning över omkring 400 år, 200 f.Kr.–200 e.Kr.

## I vilket sammanhang tillkom gravarna?
När Björn Ambrosiani publicerade resultaten av utgrävningarna av Krankmårtenhögen och Smalnäset konstaterade han att gravarna var uppenbart influerade av det samtida gravskicket i den fasta bygden i Mellansverige och på det norska höglandet under århundradena omkring Kristi födelse. Han menade att det lämnade utrymme för åtminstone tre möjliga tolkningar. Den första var att gravfälten tillkommit i samband med en jordbrukskolonisation utförd av människor från befintliga bygder. Eftersom det inte finns några som helst spår av gårdar och brukad mark i närheten verkade detta inte troligt. Två andra möjligheter har mer som talar för sig och behandlas här under var sin rubrik.

### Besökande bönder?
Gravarna kan ha anlagts av människor från jordbruksbygderna som här hade en fångst- eller handelsstation, antingen för att själva bedriva fångst eller för att handla med en lokal fångstbefolkning. Gravhögarna på Långön i Hoting har ofta tolkats på samma sätt. För denna tolkning talar gravarnas utseende. Mot tolkningen talar att offer av horn och ben inte är typiska för det sydliga gravskicket samt att inga byggnadslämningar har påträffats.

### Lokalt fångstfolk?
Gravarna kan ha anlagts av ett lokalt fångstfolk. För detta talar offren av horn och ben samt läget på uddar. Detta fångstfolk måste dock ha haft täta kontakter med jordbruksbygderna för att kunna anlägga gravar med så tydliga influenser därifrån. Björn Ambrosiani menade att detta var den mest sannolika tolkningen.

## Etnicitet
Om gravarna anlagts av människor från jordbruksbygderna antas dessa ha haft någon sorts germansk etnicitet. Om de anlagts av ett lokalt fångstfolk är frågan mera öppen. Björn Ambrosiani diskuterade saken men kom inte med någon bestämd slutsats. En liknande försiktig hållning intas av Stig Welinder. Andra har tagit ställning mer bestämt för att gravarna anlagts av människor av antingen en germansk eller en samisk etnicitet.

### Germaner
Evert Baudou påpekar att gravfält med tresidiga anläggningar från samma tid har påträffats i Dalarna, Gästrikland, Uppland och i sydöstra Norge. Att de brända benen placerats i en hartstätad ask och lagts under en täckhäll med en rund sten ovanpå är också karaktäristiskt. Han menar att detta innebär att gravarna kan knytas till germansk etnicitet. Samtidigt menar han att avsaknaden av asbestkeramik, som anses vara arkeologiskt utmärkande för samisk etnicitet under den aktuella tiden, visar att gravarna inte kan knytas till samisk etnicitet. Baudou tar däremot inte ställning till i vilket sammanhang gravarna tillkommit. De germaner som han menar anlade gravarna kan antingen ha varit ett fångstfolk som funnits i området sedan länge och som följt med förändringarna i sin omvärld, eller en befolkning som flyttat in från näraliggande områden.

### Samer
Inger Zachrisson tar fasta på offergåvorna av horn och skallben av älg och ben, som inte har någon motsvarighet i de fasta bygderna utan i stället på nordeuroasiatiskt område, på att vissa gravar enbart innehöll djurben och på det strandnära läget. Hon menar att gravarna på Krankmårtenhögen tillkommit inom en fångstkultur. Denna fångstkultur uppvisar enligt Zachrisson så stora likheter med senare samisk kultur att den också bör definieras som samisk.

## Liknande anläggningar
På 1950- och 60-talen utfördes omfattande arkeologiska inventeringar och undersökningar inför vattenkraftsutbyggnaden i Norrland. Man undersökte också ett liknande gravfält, kallat Smalnäset, i Ljusnans vattensystem. Smalnäsets 34 gravar från tidiga järnåldern är idag överdämda, liksom många andra fornlämningar längs de reglerade sjöarna.

## Fornvård
Efter undersökningen 1963-64 skyltades gravfältet på Krankmårtenhögen upp och det har bedrivits fornvård sedan dess. Dessvärre höll hela grusåsen på att erodera bort eftersom i princip all växtlighet och torv tagits bort i samband med undersökningarna, särskilt på den västra sidan. Länsstyrelsen beslöt att ett nytt torvtäcke skulle planteras och det började 2001. Då sattes det upp ett stängsel för att hindra människor och djur att trampa bort den nya torven. För några år sedan hade allt satt sig och stängslet togs bort. Krankmårtenhögen sköts av länsstyrelsen. 
Skylt och beskrivning är uppsatt av Jämtlands Läns Museum och Länsstyrelsen i Jämtlands län.

## Galleri

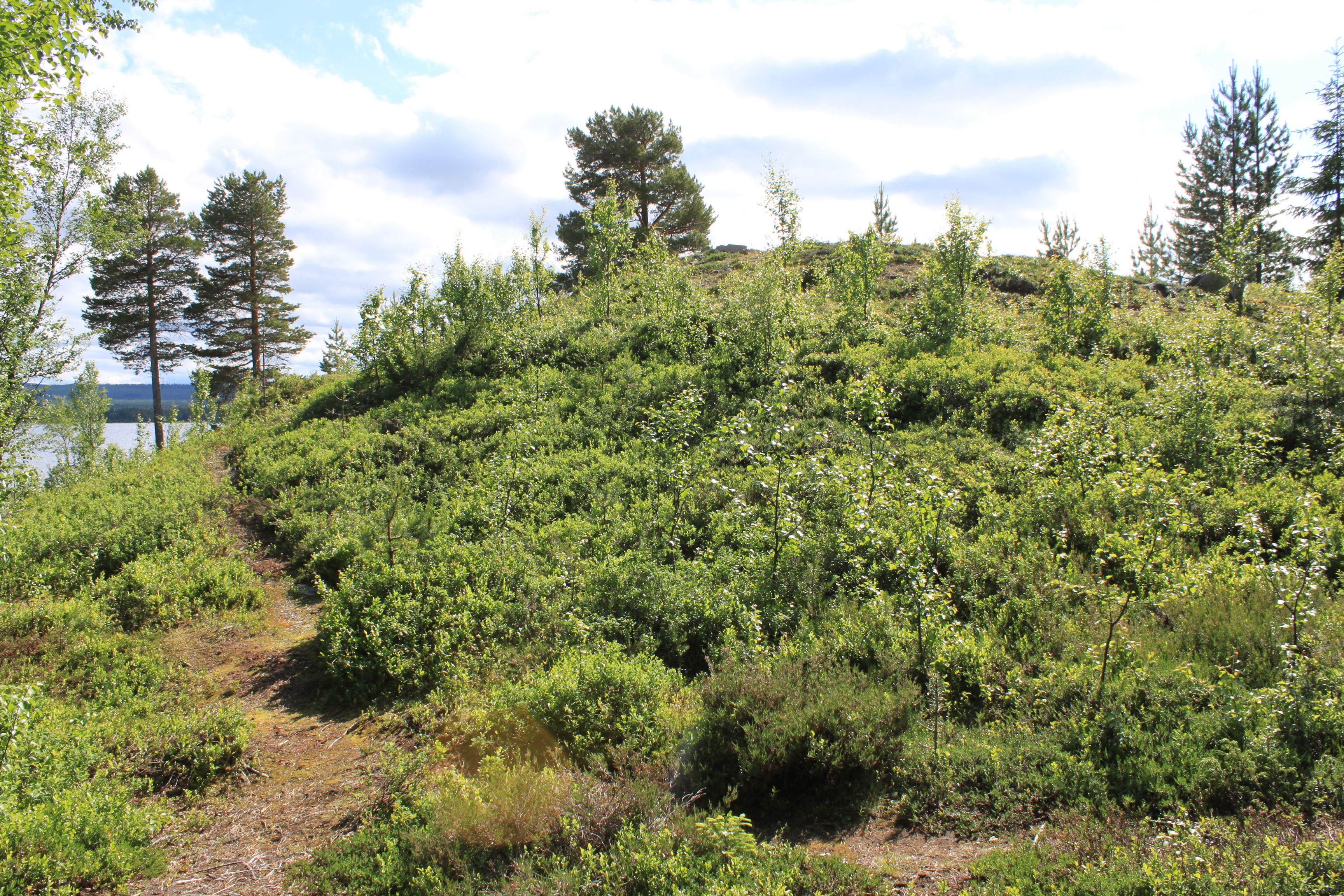
Krankmårtenhögen juli 2012.
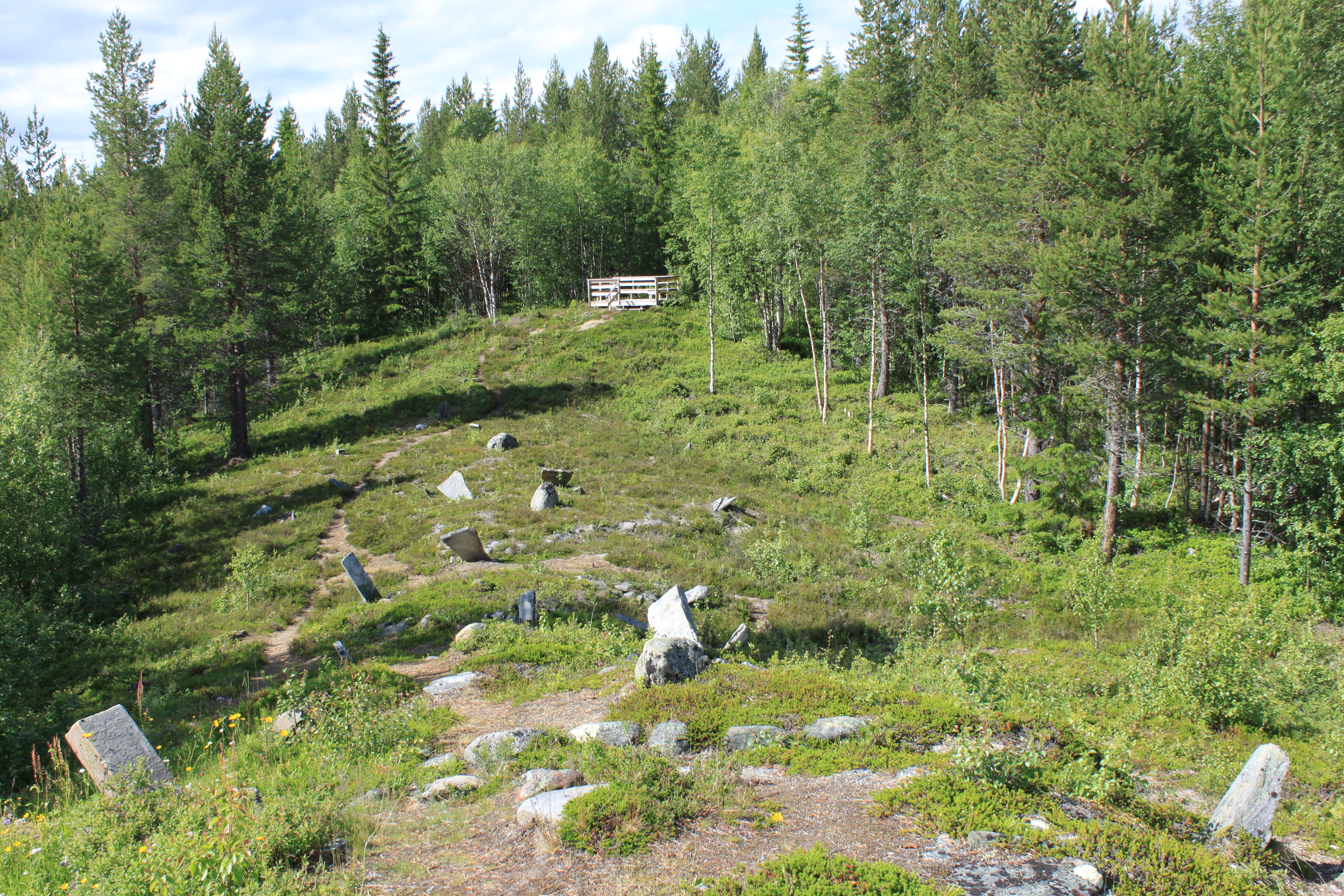
Krankmårtenhögen juli 2012.
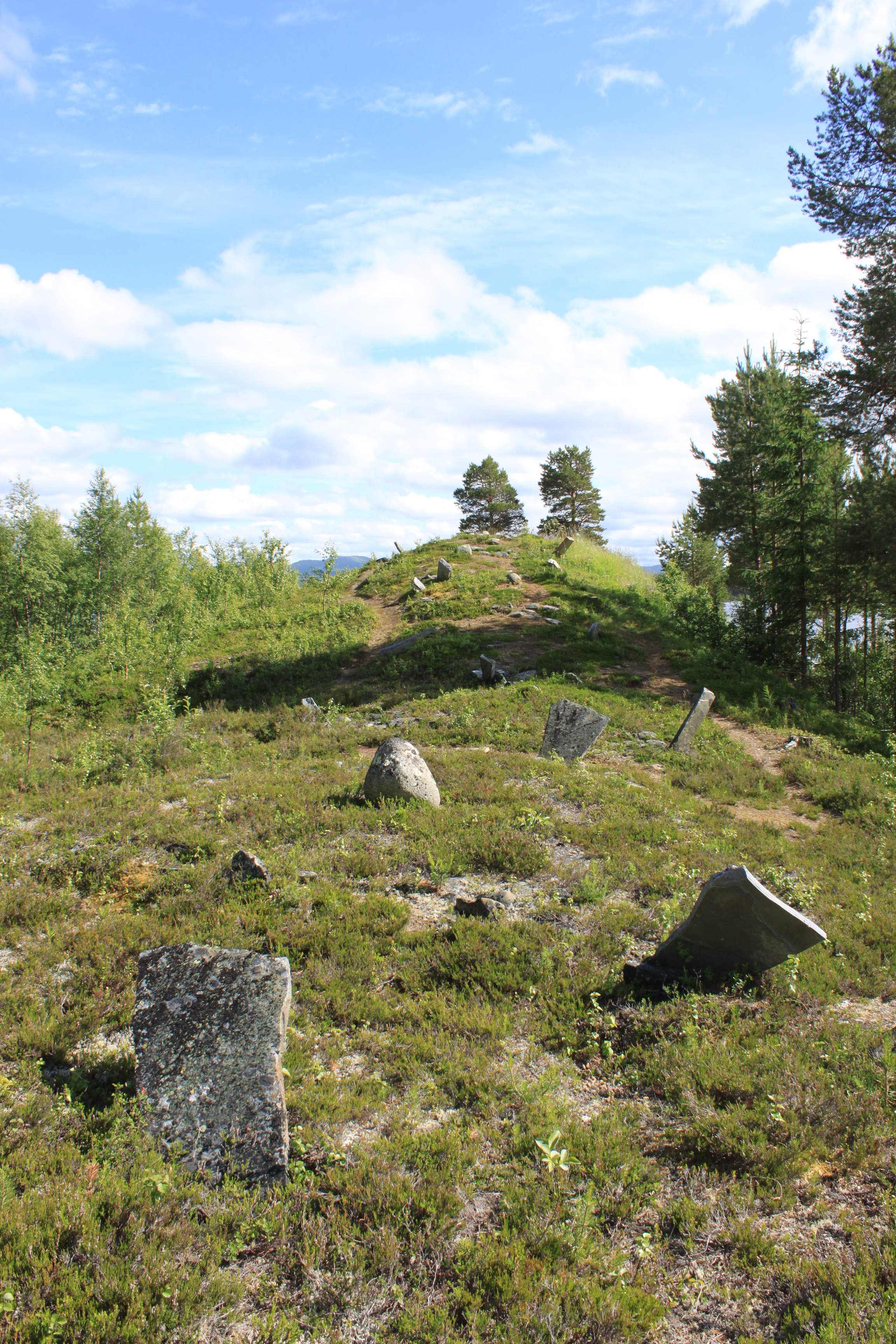
Krankmårtenhögen juli 2012.
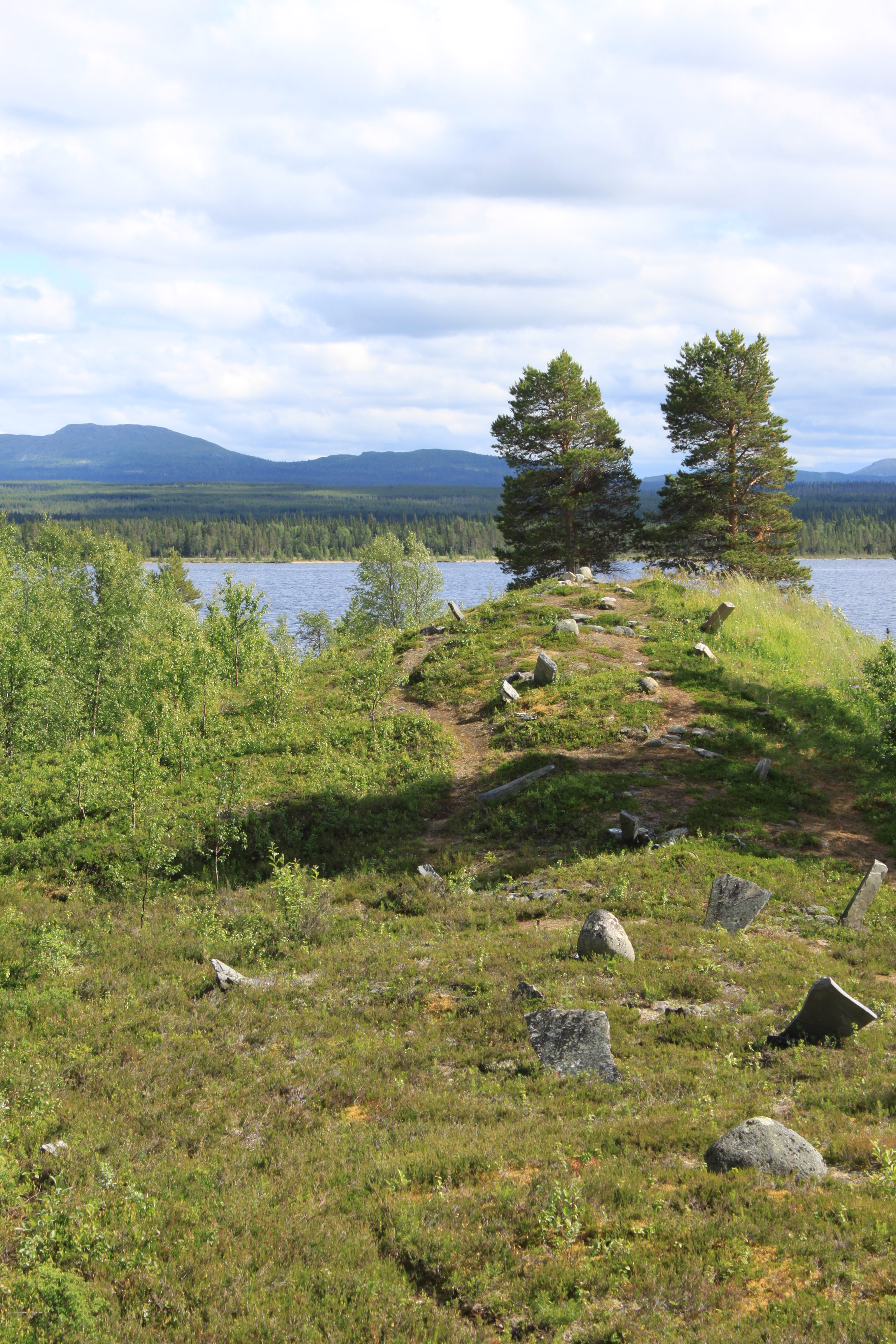
Krankmårtenhögen juli 2012.